# 东等驾坡站
东等驾坡站位于中华人民共和国陕西省西安市雁塔区长鸣路与月登阁路交叉口南侧，是西安地铁8号线的地铁车站。

## 车站结构
本站为地下二层岛式车站。
| 地面              | 出入口 | A-D出入口                                                                                           |
| 地下一层          | 站厅   | 智能客服中心、自动售票机、长安通自助机                                                              |
| 地下二层          | 站台   | \| \| \| █ 8号线外环（西等驾坡） \| \| 島式 · 開左邊车门 \| \| \| \| \| \| █ 8号线内环（马腾空） \| |
|                   |        | █ 8号线外环（西等驾坡）                                                                             |
| 島式 · 開左邊车门 |        | |
|                   |        | █ 8号线内环（马腾空）                                                                               |

## 公共艺术
本站是8号线29座标准站之一，所处的东段以“春之绿”为装潢主题色。

## 出入口
本站设有4个出入口。
|            |                        |      |
| 编号       | 指示                   | 图片 |
| A          | 长鸣路（西）           |      |
| B          | 长鸣路（西）、北陆路   |      |
| C          | 长鸣路（东）           |      |
| D          | 长鸣路（东）、月登阁路 |      |
| 无障碍电梯 |                        |      |

## 历史
本站在建设时称作东月路站，第一次站名修改为东等驾坡站，第二次公示修改为等驾坡站，最终则定名为东等驾坡站。
- 2020年5月11日，车站开工[5]。
- 2024年12月26日，车站随8号线通车启用[6]。